# Варицела
Вижте пояснителната страница за други значения на Шарка.
Варицелата (на латински: varicella), позната още като лещенка, е вирусна заразна болест, главно сред децата до 10 години. Тя протича леко с обрив по кожата, без да оставя следи. Инкубационният период е от 11 до 21 дни. Пренася се по въздушно-капков път. Обикновено се формира траен имунитет, но в редки случаи е възможно повторно разболяване.

## Симптоми
Ранните симптоми при подрастващите и възрастните са гадене, липса на апетит, болки в мускулите и главоболие. Те биват следвани от характерните обриви или афти, физическо неразположение и висока температура, които предвещават наличието на болестта. Орални прояви на болестта (енантем) понякога могат да предхождат външните обриви. У децата болестта обикновено не се предхожда от ранните симптоми и първият знак е обривът в устната кухина. Обривът започва като малки червени точици по лицето, скалпа, торса, ръцете и краката, които за 10 – 12 часа се превръщат в малки подутини, мазоли и пистули, които след това се превръщат в струпеи.
След образуването на мазолите често се появява сърбеж. Те могат да се появят и по дланите, ходилата и гениталиите. Най-често видимите знаци на болестта се развиват в устната кухина и сливиците под формата на малки язвички, които могат да болят и/или сърбят. Тези симптоми се повяват от 10 до 21 дни след излагане на заразата. При възрастните е възможно да се наблюдават по-големи обриви и по-дълга температура, като те са по-склонни към усложнения (например варицелна пневмония).
Тъй като носният секрет, съдържащ вируса, обикновено предхожда обривите с 1 – 2 дни, заразеният човек става зара̀зен малко по-рано от разпознаването на болестта. Заразността продължава, докато всички везикуларни лезии изсъхнат, което обикновено продължава 4 – 5 дни. Болестта обикновено отминава по естествен път след около две седмици.
- Гръб на 30-годишен мъж след пет дни обриви
- 3-годишно момиченце с обрив от варицела на торса
- Крак на дете с варицела
- Дете с признаци на варицела по лицето

## Превенция

### Хигиена
Разпространението на варицела може да бъде предотвратено чрез изолирането на засегнатите индивиди. Заразяването става чрез излагане на дихателни капки или пряк контакт с лезиите. Вирусът е податлив на дезинфектанти, особено белина. Чувствителен е към изсушаване, топлина и детергенти.

### Ваксинация
Ваксината се препоръчва в много държави. В някои страни се изисква ваксинация срещу варицела преди влизане в основното училище. Втора ваксина се препоръчва пет години след първоначалната имунизация. Ваксинираният има висок шанс да прекара болестта по-леко, ако бъде заразен. Имунизацията до три дни след контакт със заразен намалява заразността и сериозността на болестта у децата.
Имунизацията се извършва в две последователни дози, като първата може да бъде поставена след навършване на 12-месечна възраст. Според клинични данни, две дози от ваксината осигуряват приблизително 98% защита срещу варицела и почти 100% защита срещу тежки форми на заболяването.
Възможни нежелани реакции след ваксинация включват зачервяване и болезненост на мястото на инжектиране, алергични реакции (напр. към желатин) и в редки случаи – поява на ограничени варицелоподобни обриви.

## Лечение
Лечението като цяло се състои в облекчаването на симптомите. Като защитна мярка, хората обикновено стоят вкъщи, докато са заразни, за да се ограничи разпространяването на болестта към други хора. Изрязването на ноктите или носенето на ръкавици може силно да ограничи чесането и да се намали риска от вторични инфекции. Важно е да се поддържа добра хигиена и ежедневно почистване на кожата с топла вода, за да се избегне вторична бактериална инфекция.
За сваляне на температурата се препоръчва използването на парацетамол, но не и аспирин, който в редки случаи може да причини тежкия синдром на Рей. Хората с риск от развиване на усложнения и имащи значителен контакт с вируса могат да приемат имуноглобулин VZIG, съдържащ много антитела.
При възрастните, които обикновено прекарват болестта по-тежко от децата, често се препоръчва лечение с антивирусните ацикловир или валацикловир, стига то да се започне до 2 дни след появата на обривите. Тези лекарства не убиват вируса, но спират размножаването му. Препоръчва се повишен прием на вода за намаляване на дехидратацията и успокояване на главоболието.

## Прогноза
Продължителността на видимите мехури, причинени от вируса на варицела, варира при децата от 4 до 7 дни, а появяването на нови мехури започва да утихва след петия ден. Варицелата протича по-леко у малките деца. У възрастните болестта протича по-тежко, макар те да са по-малко склонни да се заразят. Инфекцията при възрастните се свързва с по-висока смъртност, вследствие на пневмония, бронхит, хепатит и енцефалит. В частност, до 10% от бременните жени с варицела развиват пневмония, чиято сериозност се увеличава в по-късните етапи на бременността. Възпаление на мозъка или енцефалит може да протече у хора с отслабнала имунна система. Варицелата може да бъде смъртоносна при хората с нарушена имунна система. Варицелата представлява проблем в болниците, където има хора с имунни системи, отслабнали от лекарства или заразени с ХИВ. При децата най-честите усложнения са бактериални инфекции на кожните лезии.

## Епидемиология
Варицелата се среща във всички страни по света. През 2013 г. болестта причинява смъртта на 7000 души, което е понижение от 8900 смъртни случаи през 1990 г.
В страните от умерения пояс варицелата е главно болест на децата, като повечето случаи възниква през зимата или пролетта, най-вероятно вследствие на контакт с вируса в училище. Това е една от класическите болести на детството, като най-често се среща сред децата на възраст от 4 до 10 години. Варицелата е силно заразна, като 90% от близките контакти с нея водят до заразяване.
В тропиците варицелата често се среща сред възрастното население и може да доведе до по-сериозни болести. При тях белезите са по-тъмни и видими, отколкото при децата.
По естествен път болестта засяга единствено хората. Въпреки това, с варицела са били заразявани и примати като шимпанзета и горили.